# Priant

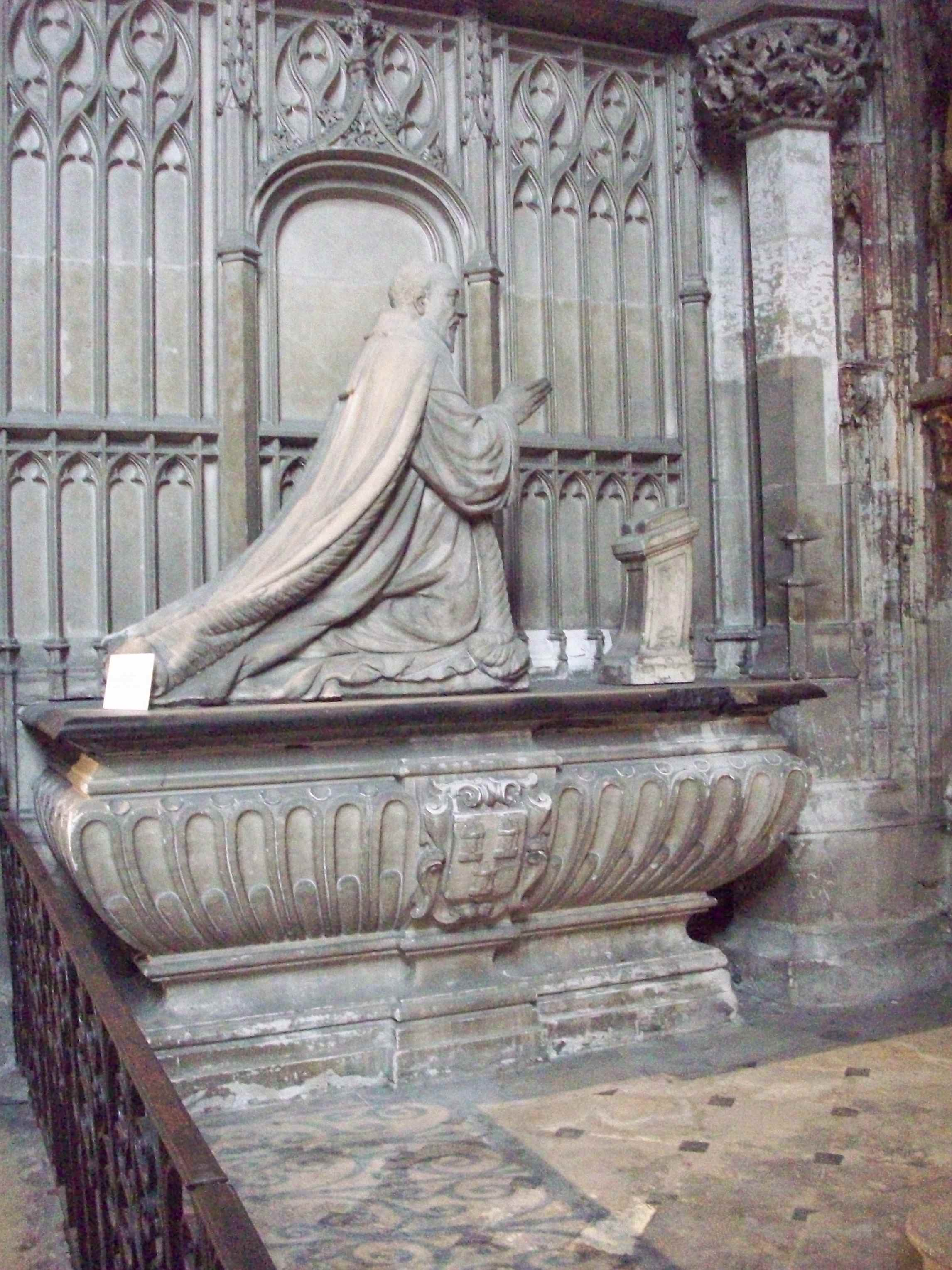
Priant van Claude Groulart in de kathedraal van Rouen

Een priant is een term die in de kunstgeschiedenis wordt gebezigd voor de afbeelding van een overledene in een biddende houding.
Vaak zijn sculpturen te vinden op grafmonumenten en op schilderijen van Bijbelse voorstellingen in de een of andere biddende houding.
Wanneer het duidelijk om een bekende overledene gaat, spreekt men van een priant. Zie in dit verband ook gisant, pleurant en adorant.